# Herzogtum Warschau (Mittelalter)

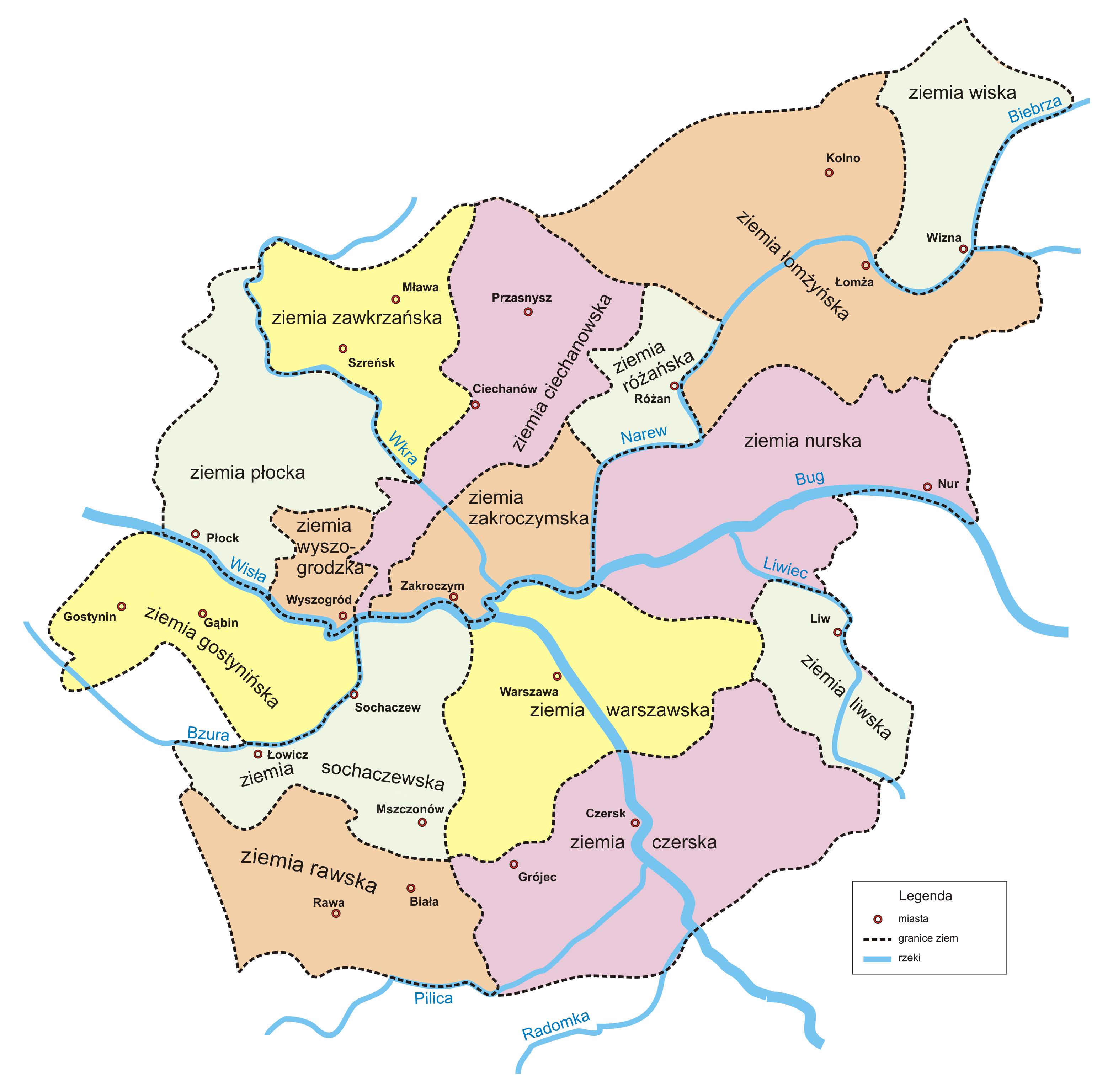
Herzogtum Warschau (gelb)

Das Herzogtum Warschau (polnisch Księstwo Warszawskie, lateinisch Ducatus Varsoviensis) war ein Teilfürstentum Polens von 1310 bis 1370 und von 1381 bis 1488 mit der Hauptfeste Warschau.

## Geschichte
1310 wurde durch die erneute Teilung des Herzogtum Masowien das Herzogtum Warschau geschaffen, dessen erster Herzog Siemowit II. wurde. 1370 kam es zusammen mit dem Herzogtum Rawa an das Herzogtum Czersk, um 1381 erneut für Herzog Janusz den Älteren von diesem abgespalten zu werden. Nach dem Tod von Bolesław von Warschau kam es erneut an das Herzogtum Czersk und fiel mit diesem nach dem Tod von Janusz III. als erledigtes Lehen an das Königreich Polen, wo es in das Land Warschau als Teil der Woiwodschaft Masowien umgewandelt wurde.

## Herzöge
- Siemowit II. 1310–1313
- Trojden I. 1313–1341
- als Erbengemeinschaft gemeinschaftlich die Brüder: Siemowit III. und Kasimir I. (Warschau) 1341–1349
- Kasimir I. (Warschau) 1349–1355
- Siemowit III. 1355–1370
- Janusz der Ältere 1381–1429
- Bolesław IV. (Warschau) 1429–1454, bis 1436 unter der Regentschaft von Anna Fiodorówna
- als Erbengemeinschaft gemeinschaftlich die Brüder: Konrad III. (Masowien), Kazimierz III. (Płock), Janusz II. und Bolesław V. (Warschau) 1455–1471, bis 1462 unter der Regentschaft von Bischof Paweł Giżycki und Barbara Aleksandrówna
- Bolesław V. (Warschau) 1471–1488